# Патуљаста свиња
Патуљаста свиња (Porcula salvania) је угрожена врста свиње, која је некада живела широм Бутана, Непала и Индије, а данас је преостало тек око 100 - 250 јединки у индијској држави Асам.

## Опис
Патуљаста свиња достиже дужину од 55 до 71 цм и висину од тек 20-30 цм, док је дужина репа око 2,5 цм. Тешка је од 6,6 до 11,8 кг и има тамносмеђе до црно крзно. Глава јој се оштро сужава и има малу гриву од чела до потиљка. Одрасли мужјаци имају видљиве очњаке с` обе стране уста.
Живи око 8 година, а полно је зрела с` једном до две године живота. Праси се сезонски пре сезоне монсуна и то доносећи на свет 3 до 6 прасића након гестације од 100 дана. Прасад се рађају сиво-ружичаста, а временом им се боја мења у смеђу са жућкастим пругама дуж тела.
У дивљини прави мала гнезда копајући мале јарке и покривајући их вегетацијом. Током врућина проводи дан у овим гнездима. Храни се корењем, луковицама, инсектима, глодарима и малим гмизавцима.

## Таксономија
Изворну ју је Брајан Хофтон Хоџсон сврстао у засебан род Porcula, но касније је премештена у род Sus и названа Sus salvanius. Генетским истраживањем великог дела митохондријске ДНК 2007. године, доказано је како је претходна класификација у засебан род оправдана, те је враћена у изворни род и врста је названа Porcula salvania, што је општеприхваћено. Назив salvania потиче од назива шуме сала (Shorea robusta) у којој је изворно откривена ова врста.

## Угроженост и заштита
Патуљаста свиња је једини представник рода Porcula, због чега очување ове угрожене врсте добија на значају, њеним изумирањем нестала би јединствена еволуцијска грана свиње. Једина витална популација ове врсте насељена је у Националном парку Манас, али и њој прете криволов, локална стока, пожари и тигрови, али и све већа бројност дивљих свиња (Sus scrofa cristatus) у Индији. Држава је заштитила ову врсту строгим законом о забрани лова из 1972, али њихова заштита нема велику подршку јавности.
У зоолошким вртовима Европе ова врста је била присутна од краја 19. века, али њихове популације нису преживеле. Њихово успешно размножавање у заточеништву је отпочело тек 1995. године оснивањем Програма за конзервацију ове врсте (Pygmy Hog Conservation Programme (PHCP)) у Асаму.